# ロバート・コエロ
ロバート・コエロ（Robert Coello, 1984年11月23日 - ）は、アメリカ合衆国ニュージャージー州ベイヨン出身の元プロ野球選手（投手）。

## 経歴

### レッズ傘下時代
2004年、MLBドラフト20巡目（全体588位）でシンシナティ・レッズから捕手として指名され、8月17日に契約。
2005年は肋骨の怪我のためシーズンを全休した。
2006年3月27日に1度もプレーしないまま放出された。

### エンゼルス傘下時代
2006年9月7日にロサンゼルス・エンゼルス・オブ・アナハイムとマイナー契約を結んだ。
2007年に捕手から投手に転向。ルーキー級アリゾナリーグ・エンゼルスで20試合に登板し、1勝1敗、防御率1.37だった。10月29日にFAとなった。

### 独立リーグ時代
2008年に独立リーグ・ゴールデンベースボールリーグのカルガリー・ヴァイパーズに入団。12試合に登板し1勝1敗、防御率5.74だった。7月3日にエドモントン・キャピタルズへ移籍。20試合に登板し2勝0敗、防御率1.78だった。

### レッドソックス時代
2008年11月10日にボストン・レッドソックスとマイナー契約を結んだ。
2009年はAAA級ポータケット・レッドソックスで開幕を迎え、1試合に登板。4月下旬にA+級セイラム・レッドソックスへ降格。33試合に登板し5勝3敗2セーブ、防御率2.05だった。
2010年はAA級ポートランド・シードッグスで開幕を迎え、14試合に登板。4勝1敗1セーブ、防御率3.32だった。6月にAAA級ポータケットへ昇格。18試合に登板し3勝5敗、防御率4.22だった。9月5日にメジャー初昇格を果たし、翌日のタンパベイ・レイズ戦でメジャーデビュー。9点リードの7回表に登板したが、3安打3失点2四球と乱調し、1死しかとれないまま降板した。この年は6試合に登板し、防御率4.76だった。
2011年2月9日にDFAとなった。

### カブス傘下時代
2011年2月15日にトニー・トーマスとのトレードでシカゴ・カブスへ移籍。AAA級アイオワ・カブスで開幕を迎え、30試合に登板。6勝6敗1セーブ、防御率4.45だった。5月27日にDFAとなり、6月4日にAA級テネシー・スモーキーズへ降格。4試合に登板し1勝2敗、防御率3.00だった。11月2日にFAとなった。

### ブルージェイズ時代
2011年12月1日にトロント・ブルージェイズとマイナー契約を結んだ。
2012年はAAA級ラスベガス・フィフティワンズで開幕を迎え、19試合に登板。4勝1敗、防御率3.00だった。5月31日にメジャー昇格。6月7日にAAA級へ降格したが、6月16日に再昇格。6月18日のミルウォーキー・ブルワーズ戦で6回2死から登板。7回裏に1失点し、これが決勝点となり初黒星を喫した。6月26日に再び降格した。7月20日に右肘の故障のため故障者リスト入りした。10月9日に故障者リストから外れ、FAとなった。

### エンゼルス復帰
2013年1月28日に古巣・エンゼルスとマイナー契約を結んだ。開幕をAAA級ソルトレイク・ビーズで迎え、15試合に登板。1勝0敗4セーブだった。5月11日にメジャー昇格。5月18日のシカゴ・ホワイトソックス戦では1点ビハインドの5回1死から登板。1.2回を無安打無失点3奪三振に抑え、初勝利を挙げた。6月11日に右肩の故障で15日間の故障者リスト入りした。8月21日に60日間の故障者リストに異動。9月2日にAA級アーカンソー・トラベラーズで1試合登板した。この年はメジャーで16試合に登板し、2勝2敗1セーブ、防御率3.71だった。10月10日にFAとなった。

### ヤンキース傘下時代
2014年1月8日にニューヨーク・ヤンキースとマイナー契約を結んだ。7月2日に解雇となった。

### ジャイアンツ傘下時代
2014年7月11日にボルチモア・オリオールズとマイナー契約を結ぶ。
2015年2月17日にサンフランシスコ・ジャイアンツとマイナー契約を結ぶ。6月1日に契約解除条項を行使し自由契約となる。

### レンジャーズ傘下時代
2015年8月11日にテキサス・レンジャーズとマイナー契約を結ぶ。

### ネクセン・ヒーローズ時代
2015年12月3日、韓国プロ野球のネクセン・ヒーローズと契約を結ぶ。先発として起用され6勝を記録したが、2016年6月16日、ウェーバー公示され退団となった。

## 選手としての特徴
ナックルボールのように無回転で揺れ動くフォークボールの使い手として知られる。

## 詳細情報

### 年度別投手成績
| 年 度    | 球 団    | 登 板 | 先 発 | 完 投 | 完 封 | 無 四 球 | 勝 利 | 敗 戦 | セ 丨 ブ | ホ 丨 ル ド | 勝 率 | 打 者 | 投 球 回 | 被 安 打 | 被 本 塁 打 | 与 四 球 | 敬 遠 | 与 死 球 | 奪 三 振 | 暴 投 | ボ 丨 ク | 失 点 | 自 責 点 | 防 御 率 | W H I P |
| -------- | -------- | ----- | ----- | ----- | ----- | -------- | ----- | ----- | -------- | ----------- | ----- | ----- | -------- | -------- | ----------- | -------- | ----- | -------- | -------- | ----- | -------- | ----- | -------- | -------- | ------- |
| 2010     | BOS      | 6     | 0     | 0     | 0     | 0        | 0     | 0     | 0        | 0           | ----  | 26    | 5.2      | 4        | 0           | 5        | 0     | 0        | 5        | 1     | 0        | 3     | 3        | 4.76     | 1.59    |
| 2012     | TOR      | 6     | 0     | 0     | 0     | 0        | 0     | 1     | 0        | 1           | .000  | 33    | 6.1      | 10       | 2           | 4        | 0     | 1        | 11       | 0     | 0        | 9     | 9        | 12.79    | 2.21    |
| 2013     | LAA      | 16    | 0     | 0     | 0     | 0        | 2     | 2     | 1        | 0           | .500  | 73    | 17.0     | 14       | 1           | 8        | 0     | 0        | 23       | 0     | 0        | 7     | 7        | 3.71     | 1.29    |
| 2016     | ネクセン | 12    | 12    | 0     | 0     | 0        | 6     | 5     | 0        | 0           | .545  | 271   | 62.0     | 50       | 6           | 42       | 0     | 2        | 46       | 0     | 0        | 29    | 26       | 3.77     | 1.48    |
| MLB：3年 | MLB：3年 | 28    | 0     | 0     | 0     | 0        | 2     | 3     | 1        | 1           | .400  | 132   | 29.0     | 28       | 3           | 17       | 0     | 1        | 39       | 1     | 0        | 19    | 19       | 5.90     | 1.55    |
| KBO：1年 | KBO：1年 | 12    | 12    | 0     | 0     | 0        | 6     | 5     | 0        | 0           | .545  | 271   | 62.0     | 50       | 6           | 42       | 0     | 2        | 46       | 0     | 0        | 29    | 26       | 3.77     | 1.48    |

### 背番号
- 68（2010年）
- 56（2012年）
- 59（2013年）
- 23（2016年）